# Battaglia di Un no Kuchi
La battaglia di Un no Kuchi (海ノ口城の合戦?) del 1536 fu la prima grande vittoria di Takeda Harunobu(Takeda Shingen), all'epoca quindicenne. Prese più tardi il nome di Shingen, crescendo fino a diventare uno dei più potenti daimyō del Giappone del periodo Sengoku.
Il padre di Harunobu, Takeda Nobutora, attaccò Hiraga Genshin nella sua fortezza di Un no Kuchi ma fu respinto e forzato al ritiro. Harunobu, che stava nella parte posteriore della ritirata, attese finché fossero lontani dalla fortezza, dopodiché girò i suoi uomini ed attaccò la fortezza che era impreparata pensando che i Takeda se ne fossero andati.